# Kanton Chabanais
Kanton Chabanais (fr. Canton de Chabanais) je francouzský kanton v departementu Charente v regionu Poitou-Charentes. Skládá se ze 11 obcí.

## Obce kantonu
- Chabanais
- Chabrac
- Chassenon
- Chirac
- Étagnac
- Exideuil
- La Péruse
- Pressignac
- Saint-Quentin-sur-Charente
- Saulgond
- Suris